# Nokota
A nokota lófajta hagyományosan az Észak-Dakota állam (Amerikai Egyesült Államok) délnyugati részén él, a 19. században tűnt fel először. A fajtát az amerikai őslakosok lovai és farmokról elmenekült lovak leszármazottjainak tartják.

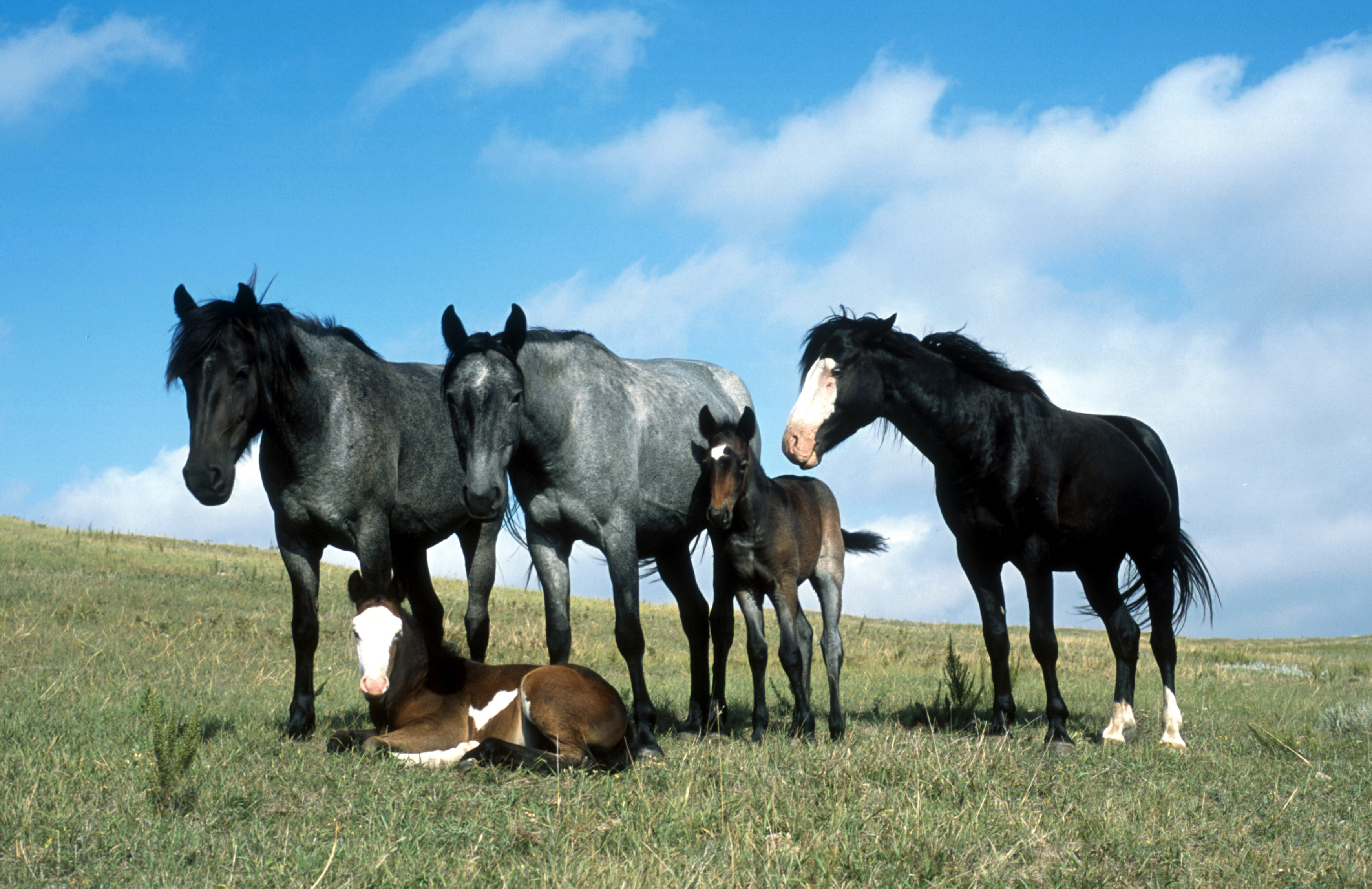
A nokota lovak kis csoportja

Egy nemzeti park létesítésekor ezen a területen elvették a nokota fajta természetes környezetét, és ezalatt számos nokota lovat befogtak. A nemzeti park kezdeti célja az volt, hogy kipusztítsa ezt a fajtát, habár egy kisebb ménes szemléltető célból most már "hivatalosan" is jelen lehet a parkban.

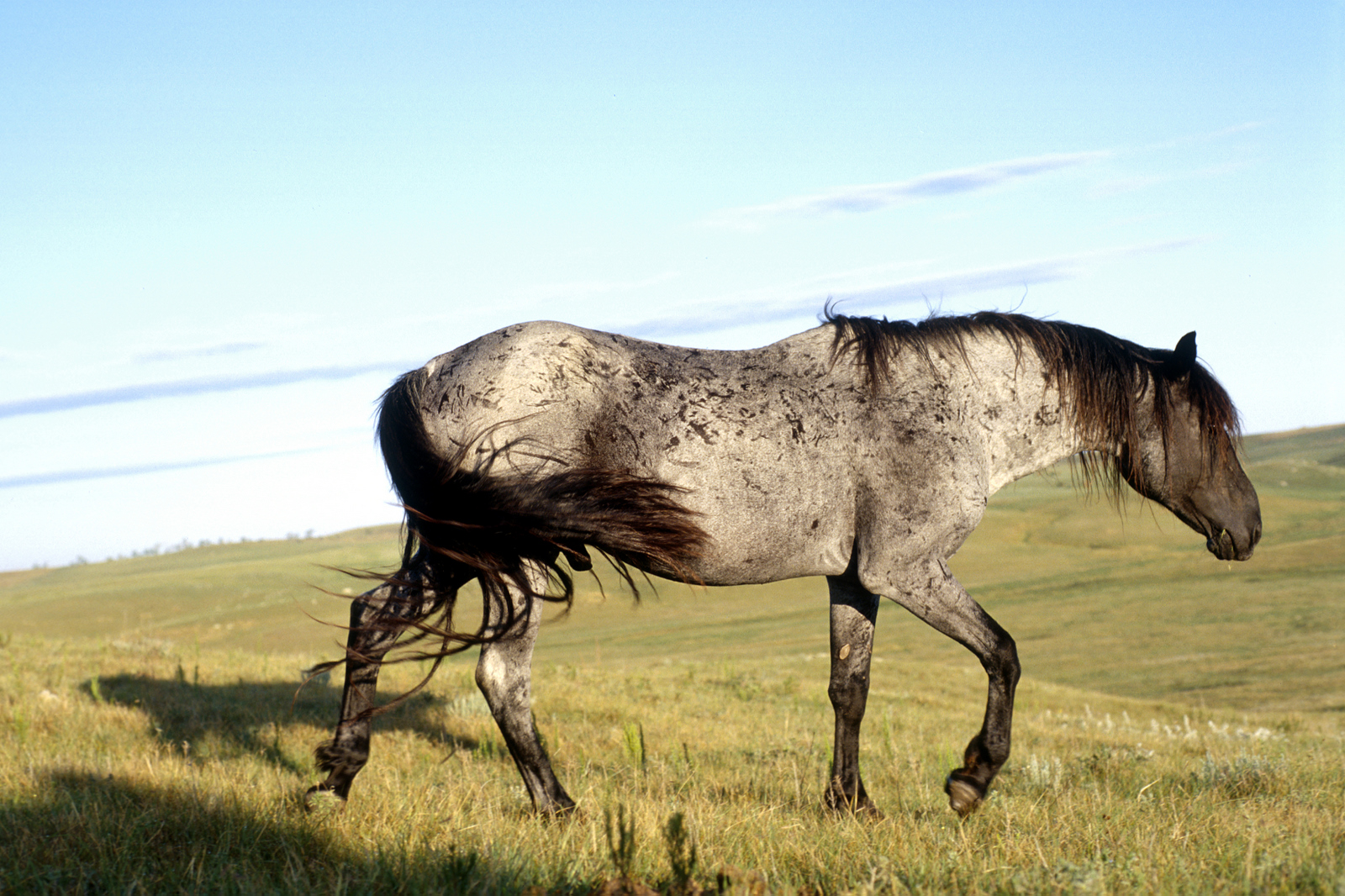
Egy sötét pej mén

Ezek a lovak nemcsak a westernrajongók számára jelentenek történelmi értéket, hanem kiemelkedő kulturális és történelmi értékkel bírnak egyes indián törzsek számára is. Sokan ösztönözték az észak-dakotai állam vezetését, hogy nyilvánítsa a nokota fajtát az "állam tiszteletbeli lovának", és ezt 1993-ban el is érték. A nemzeti parknak ettől kezdve a fajtát történelmi értékként kellett kezelnie.